# Viridiana
Viridiana es una película de comedia dramática hispanomexicana de 1961, dirigida por Luis Buñuel, a partir de un guion que coescribió con Julio Alejandro. Está protagonizada por Silvia Pinal, Francisco Rabal y Fernando Rey. Basada vagamente en la novela Halma de 1895 escrita por Benito Pérez Galdós, la trama sigue a una joven religiosa ferviente al catolicismo, que sufre un cambio abrupto en su vida antes de convertirse en monja.
Fue una coproducción entre Uninci y Films 59, productoras españolas, y Gustavo Alatriste, por la parte mexicana. Sin embargo, las represalias administrativas tomadas por el gobierno español tras el escándalo suscitado en el estreno de la película en el Festival de Cannes provocaron que la película fuera explotada internacionalmente solo por la parte mexicana, lo cual dio lugar a un largo conflicto jurídico y económico entre las compañías productoras.

## Argumento
La novicia Viridiana, a punto de tomar los hábitos, es inducida por la madre superiora a dejar un tiempo el convento para visitar a su tío don Jaime, quien le ha pagado los estudios y ahora le pide que le visite. 
Durante su estancia, don Jaime recalca que Viridiana se parece a su difunta esposa, dejando ver su deseo de revivir a través de su sobrina la relación que mantuvo con aquella. Por el contrario, Viridiana se mantiene fiel a su fe católica, rezando todas las noches ante una cruz, los clavos y una corona de espinas, antes de dormir en el suelo.
Una noche, mientras don Jaime está probándose los zapatos y el corsé del traje de novia de su difunta esposa, es sorprendido por Viridiana que, sonámbula, recoge cenizas de la chimenea y termina volcándolas sobre la cama de su tío. A la mañana siguiente, Viridiana dice preocupada que las cenizas simbolizan penitencia y muerte. A lo que su tío augura que la penitencia será para Viridiana y la muerte le tocará a él.
Esa misma noche, la última que Viridiana piensa pasar en la casa, don Jaime le pide a su sobrina que se disfrace con el traje de novia de su difunta esposa. A regañadientes, Viridiana se apiada del viudo y accede, pero termina arrepintiéndose cuando don Jaime le confiesa, ayudado por su criada Ramona, que sus verdaderas intenciones son casarse con ella y hacerla su esposa, evitando que vuelva al convento. Ramona ve alterada a Viridiana e intenta calmarla dándole a tomar un café en el que agregó un somnífero. La joven queda adormecida en la cama de don Jaime, quien intenta violarla, pero finalmente se ve incapaz de hacerlo y la deja dormir.
A la mañana siguiente, su tío le dice falsamente a Viridiana que ya no podrá volver al convento porque él la ha poseído mientras dormía. Esto aleja más aún a la joven de su tío, y en ese mismo instante decide huir de la mansión, pese a que don Jaime le confiesa que no la ha tocado. Sin embargo, cuando Viridiana está a punto de tomar el tren de regreso al convento, la Guardia Civil le hace volver al lugar, ya que su tío se ha suicidado ahorcándose con la comba de Rita, la hija de su criada. A la mañana siguiente, la madre superiora visita a Viridiana para llevársela al convento, pero al sentirse culpable por la muerte de don Jaime, decide quedarse en la mansión.
Para purgar su culpa, Viridiana comienza a practicar la caridad cristiana acogiendo a un grupo de vagabundos, a quienes brinda refugio y alimento en la casa. A su vez, Jorge, hijo bastardo de don Jaime, llega al lugar como heredero legítimo, junto a su amante Lucía. Enamorado desde el primer momento de Viridiana, decide respetar la iniciativa de su prima, no sin reticencias, prestándole un cobertizo para alojar a todos los mendigos. La joven hace que cada desarrapado aporte lo que mejor sepa hacer a la nueva comunidad, animándoles incluso a rezar el Ángelus. Los mendigos siguen la corriente a Viridiana por interés, pese a que la mayoría muestran actitudes reprobables cuando la joven no está. En general, todos se niegan a compartir mesa con José 'El Leproso', a quien El Cojo amenaza con rajar si no duerme fuera del cobertizo. Mientras tanto, Jorge comienza a modernizar la hacienda, poniendo en cultivo tierras baldías e introduciendo la electricidad dentro del edificio. A su vez, tras ser rechazado por Viridiana, este inicia un idilio con la criada Ramona, al mismo tiempo que su amante decide abandonarlo. 
Viridiana y Jorge se ausentan durante un día de la mansión para ir al notario, y se llevan con ellos a Ramona y a su hija, pues la niña debe ir al dentista. En ausencia de los señores, los indigentes invaden la casa y organizan un copioso banquete utilizando los alimentos y el vino que hay en el lugar. Entre la suciedad, el alcohol, las peleas y el jolgorio de los presentes, José 'El Leproso' baila vestido con el traje de la esposa de don Jaime, al tiempo que los demás ríen y bailan. Incluso una de las mujeres "retrata" en broma al grupo levantándose la falda en una imagen que recuerda La última cena. La fiesta termina cuando Paco y Enedina acaban retozando tras un sofá, donde duermen los hijos de esta. Entonces, Amalio, amante de Enedina, los pilla en el acto y, colérico, comienza a romperlo todo con su bastón, dando por concluida una desastrosa fiesta que será imposible de ocultar.
En ese momento, los dueños regresan en coche a la mansión en mitad de la noche, pillando por sorpresa a los mendigos. Mientras la mayoría huye avergonzada, El Cojo y José 'El Leproso' plantan cara a Jorge, a quien agreden e inmovilizan. Tras esto, El Cojo intenta abusar de Viridiana, quien no logra resistirse. Finalmente, mientras la criada Ramona y su hija acuden al pueblo en busca de ayuda, Jorge convence a José 'El Leproso' de matar a El Cojo a cambio de unos billetes que están guardados en un cajón. El mendigo cumple el mandato y Viridiana logra liberarse de su captor en el último momento, justo cuando la Guardia Civil llega al lugar. La película termina tras la detención de los mendigos, cuando Viridiana, desengañada, accede a participar en una simbólica partida de tute, junto a su primo Jorge y a la criada Ramona.

### Final censurado
La censura franquista objetó el final original de la cinta, en el que Viridiana llamaba a la puerta de su primo, y este hacía que Ramona, con quien estaba en la cama, saliera precipitadamente por la puerta del comedor y entraba Viridiana para ocupar su lugar, apareciendo la palabra "FIN" sobre la imagen de Ramona, quien llora sentada. Descartado por su carácter claramente sexual, Buñuel propuso como escena final a don Jorge, Viridiana y la criada jugando a las cartas. Paradójicamente, este final terminó siendo más pernicioso que el primero, pues sugiere no ya una relación extramarital entre don Jorge y Viridiana, sino un trío sexual entre ambos con la criada. En realidad, se cree que José Arturo Méndez Palacio, censor jefe de aquella época, conocía perfectamente las intenciones de Buñuel e incluso había alabado el homenaje que hacía el director al final de The Apartment, rodada por Billy Wilder un año antes.

## Reparto
- Silvia Pinal como Viridiana

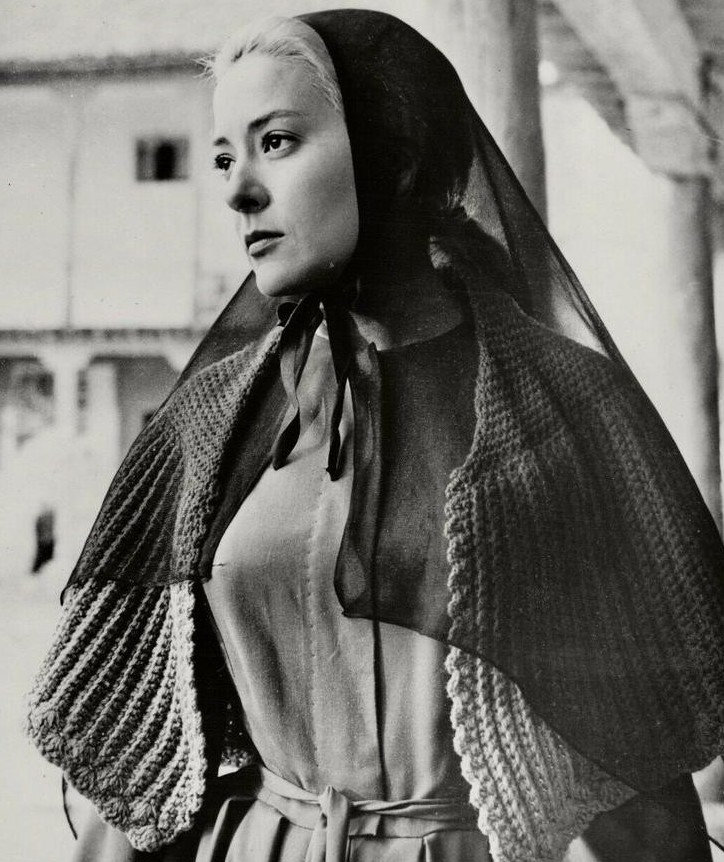
Silvia Pinal retratada en una imagen publicitaria para la película. En la misma, interpretó a Viridiana.

- Rosita Yarza como madre superiora
- Fernando Rey como don Jaime
- Margarita Lozano como Ramona
- Teresa Rabal como Rita
- Francisco René como Moncho
- Francisco Rabal como Jorge
- Victoria Zinny como Lucía
- Joaquín Roa como don Zequiel
- Luis Heredia como Manuel 'El Poca'
- José Calvo como don Amalio 'El Ciego'
- Lola Gaos como Enedina
- Milagros Tomás como Refugio
- José Manuel Martín como El Cojo
- Sergio Mendizábal como El Pelón
- Juan García Tiendra como José 'El Leproso'
- María Isbert como La Coplera
- Joaquín Mayol como Paco
- Palmira Guerra como La Jardinera
- Alicia Jorge Barriga como La Enana
- Narciso Ojeda como mendigo

## Producción

### Desarrollo
La actriz mexicana Silvia Pinal tuvo su primer contacto con Buñuel a través del actor mexicano Ernesto Alonso, con la firme intención de protagonizar la versión cinematográfica de la novela Tristana. Sin embargo, el poco éxito comercial de las películas de Buñuel impidió que los productores financiaran el proyecto, que terminó por derrumbarse (Buñuel filmó la película años después en España con Catherine Deneuve).Años después, Silvia, con ayuda de su segundo marido, el productor Gustavo Alatriste, buscaron a Buñuel en España y lo convencieron de filmar Viridiana.
La decisión de rodar esta película en España provocó que Buñuel, exiliado en México tras el fin de la guerra civil española, fuese duramente criticado por los republicanos españoles en el exilio.

## Recepción
Un artículo muy hostil publicado en el periódico de la Ciudad del Vaticano, L'Osservatore Romano, provocó su inmediata prohibición en España e Italia. La Santa Sede consideraba la cinta blasfema y anticristiana. Tras conocerse la condena de la Iglesia, el director general de Cinematografía y Teatro, José Muñoz Fontán, fue destituido por haber acudido al Festival de Cannes a recoger el primer premio; además, se prohibió toda mención en radio y prensa en la España franquista, donde oficialmente fue declarada como inexistente. El incidente reivindicó la figura de Buñuel ante sus críticos y convirtió a Viridiana en una más de las películas prohibidas entre las de este polémico cineasta. La censura franquista ordenó la destrucción de la cinta, pero Silvia Pinal logró escapar a México con una copia, salvándola. En España, el filme solo pudo exhibirse diecisiete años después de la filmación, cuando la dictadura había desaparecido.
Las escenas del convento se rodaron en el Hospital de Tavera de Toledo, mientras que la escena de los mendigos en la puerta de la iglesia fue rodada frente a la iglesia de San Juan Bautista de Arganda del Rey,en la Comunidad de Madrid. Finalmente, la escena de Viridiana esperando el autobús se rodó en Ciempozuelos. Los mendigos eran todos actores, excepto José 'el Leproso', que sí era un mendigo real al que Buñuel mandó contratar. A su vez, las ropas que llevaban puestas estos personajes también eran ropas reales, desinfectadas pero no lavadas, que el equipo habían intercambiado a mendigos de los suburbios de Madrid por otras ropas nuevas.
Este filme ocupa el lugar 15º dentro de la lista de las 100 mejores películas mexicanas, según la opinión de 27 críticos y especialistas del cine en México, publicada por el portal Sector Cine en junio de 2020.

### Premios
La película recibió el máximo galardón del Festival de Cannes, la Palma de Oro, ex aequo con la francesa Une aussi longue absence. Inmediatamente, el periódico de la Ciudad del Vaticano L'Osservatore Romano criticó con dureza la «impiedad y la blasfemia» de la obra. El director español de Cinematografía, que había recogido el premio, fue destituido y la cinta prohibida en España e Italia. Buñuel, saliendo al paso de las interpretaciones de que su historia mostraba una crítica a la caridad por la caridad misma y una sátira del idealismo cristiano, comentó:

[...] las imágenes se encadenaron en mi cabeza, unas tras otras, formando una historia. Pero nunca tuve la intención de escribir un argumento de tesis que demostrara, por ejemplo, que la caridad cristiana es inútil e ineficaz. Solo los imbéciles tienen esas pretensiones.